# Бетина фон Арним
Бетина фон Арним (на немски: Bettina von Arnim, род.: Elisabeth Catharina Ludovica Magdalena Brentano, Bettine; * 4 април 1785 във Франкфурт на Майн; † 20 януари 1859 в Берлин), родена Елизабет Катарина Лудовика Магдалена Брентано, също Бетине е германска писателка и значима представителка на немския романтизъм.

## Биография
Принадлежи към от богата стара благородническа фамилия, която произлиза от Италия. Бетина фон Арним е седмото от 12 деца на търговеца Петер Антон Брентано и неговата втора съпруга Максимилиане фон Ларош.  
От 1797 г. живее при баба си Софи фон Ларош в Офенбах на Майн, по-късно - във Франкфурт на Майн. Нейната сестра Кунигунда Брентано е омъжена за юриста Фридрих Карл фон Савини и живее в Марбург, където с тях Бетина живее известно време. През 1810 г. тя ги последва в Берлин. 
Брат на Бетина е известният поет и писател Клеменс Брентано. През 1811 г. тя се омъжва за неговия приятел и също литератор Ахим фон Арним, за когото остава женена до внезапната му смърт през 1831 г. От брака си имат 7 деца:
- Фраймунд Йохан (* 5 май 1812; † 2 март 1863)
- Зигмунд Лукас (* 2 октомври 1813; † 22 февруари 1890)
- Фридмунд Антон Непомук (* 9 февруари 1815; † 24 юли 1883)
- Кюнемунд Валдемар (* 24 март 1817; † 24 юни 1835)
- Максимилиане Мари Катарине, (* 23 октомври 1818; † 31 декември 1894)
- Армгарт Катарина (* 4 март 1820; † 17 януари 1880) (майка на писателките Елизабет фон Хейкинг и Ирене Форбес-Мосе)
- Отилие Беате Гизела Валбургис (* 30 август 1827; † 4 април 1889) ∞ Херман Грим

През 1806 г. тя става приятелка на Катарина Елизабет Гьоте, майка на поета Йохан Волфганг Гьоте, с когото години наред си пише. Тя издава книги за техните писма.
През 1842 г. тя се среща с Карл Маркс.

## Произведения
- Tagebuch. 1835
- Goethes Briefwechsel mit einem Kinde. 1835
- Die Günderode. 1840
- Reichsgräfin Gritta von Rattenzuhausbeiuns. 1840
- Dedié á Spontini. 1842
- Dies Buch gehört dem König. 1843
- Clemens Brentanos Frühlingskranz, aus Jugendbriefen ihm geflochten, wie er selbst schriftlich verlangte. 1844
- Ilius Pamphilius und die Ambrosia. 1848
- An die aufgelöste Preussische National-Versammlung. 1848
- Die Polenbroschüre. 1848
- Gespräche mit Daemonen. Des Königsbuchs zweiter Teil. 1852
- Ilius Pamphilius und die Ambrosia. Briefroman. 1847 f.

## За нея
- Hildegard Baumgart. Bettine Brentano und Achim von Arnim. Lehrjahre einer Liebe. Berlin Verlag, Berlin 1999, ISBN 3-8270-0271-0
- Konstanze Bäumer/Hartwig Schultz. Bettina von Arnim. Saint Albin, Berlin 2004, ISBN 3-930293-49-8
- Gisela Dischner. Bettina von Arnim. Eine weibliche Sozialbiografie des 19. Jahrhunderts. Wagenbach, Berlin 1981, ISBN 3-8031-2030-6